# Rio Fortuna
Rio Fortuna est une ville brésilienne du sud de l'État de Santa Catarina.

## Généralités
L'économie de la ville est basée sur l'agriculture (tabac, maïs et haricot, l'élevage et l'industrie de transformation (notamment du bois). La pisciculture y est en développement.
La municipalité compte d'importantes réserves de fluorine.
Colonisée par des immigrants allemands au début du XXe siècle, la ville de Rio Fortuna appartenait à la sesmaria de Laguna.

## Géographie
Rio Fortuna se situe à une latitude de 28° 07′ 52″ sud et à une longitude de 49° 06′ 19″ ouest, à une altitude de 130 mètres.
Sa population était de 4 446 habitants au recensement de 2010. La municipalité s'étend sur 300 km2.
Elle fait partie de la microrégion de Tubarão, dans la mésorégion Sud de Santa Catarina.

## Administration

### Liste des maires
Depuis son émancipation de la municipalité de Braço do Norte en 1958, Rio Fortuna a successivement été dirigée par :
- Adolfo Boeing - 1958 à 1959
- Marcos Wandresen - 1959 à 1964
- Simão Willemann – 1964 à 1969
- José Buss – 1969 à 1973
- Aloísio Willemann – 1973 à 1977
- Fredolino Roecker – 1977 à 1983
- Aloísio Willemann – 1983 à 1989
- Fredolino Roecker – 1989 à 1992
- Isaú Vieira – 1993 à 1996
- Lourivaldo Schuelter – 1997 à 2004
- Neri Vandresen - 2005 à 2008
- Silvio Heidemann - 2009 à aujourd'hui

### Divisions administratives
La municipalité est constituée d'un seul district, siège du pouvoir municipal.

## Villes voisines
Rio Fortuna est voisine des municipalités (municípios) suivantes :
- Santa Rosa de Lima
- São Martinho
- Armazém
- Braço do Norte
- Grão Pará
- Urubici